# Burgstall Sachsenkam
Der Burgstall Sachsenkam bezeichnet eine abgegangene Wasserburg am Egelsee westlich der Gemeinde Sachsenkam im Landkreis Bad Tölz-Wolfratshausen in Bayern. Die Anlage wird als Bodendenkmal unter der Aktennummer D-1-8135-0010 im Bayernatlas als „Burgstall des hohen und späten Mittelalters ("Burg Sachsenkam")“ geführt. 

## Geschichte
Die Burg Sachsenkam wurde wohl während des 11. Jahrhunderts von den Herren von Sachsenkam auf einer nur wenig hohen Anhöhe, oder künstlich aufgeschütteten Motte errichtet. Während der ersten Hälfte dieses Jahrhunderts wurde erstmals ein „Adalpero de Sachsinheim“ genannt. 1102 starb das edelfreie Geschlecht der Sachsenkamer mit Bernhard (Vogt des Klosters Tegernsee) aus. Um 1140 ist ein „Adalbero von Sachsenkam genannt Prouliz“ als Ministerial des Adalbero von Hohenburg mehrfach bezeugt. Die Sachsenheimer saßen bis zum 15. Jahrhundert auf der Burg, um 1490 ging sie an die Herren von Winzer über. Ihnen folgten 1561 die Herren von Pienzenau, 1589 die Freiherren von Guidoboni und ab 1627 die Grafen von Preysing.
Der Hügel der Burg war von einem Wassergraben umzogen, der mit dem heute zum Großteil versumpften Egelsee in Verbindung stand, und mit Wasser gefüllt war. Die Burg war wohl zum Teil aus Holz errichtet worden, denn Michael Wening schreibt, dass die Burg „aus Holtz erbauet“ worden war. Dies bezieht sich aber möglicherweise nur auf die oberen Stockwerke der Burg. Außerdem schrieb er, dass sie in „Feindeszeiten abgebrennt“ wurde, damit meinte er wohl die Zerstörung im Dreißigjährigen Krieg.
Im Dreißigjährigen Krieg wurde die Burg von den Schweden niedergebrannt und nicht wieder aufgebaut. Während des 19. Jahrhunderts wurde die Burgstelle durch landwirtschaftliche Anwesen überbaut, der Hausname „beim Burggraber“ erinnert noch an ihre einstige Existenz sowie der noch vorhandene Burgbrunnen.

## Sage
Die Sage berichtet: „In alter Zeit hätten auf der Burg zu Sachsenkam böse Herren regiert. Auch die drei Fräulein aus gräflichem Geschlecht, so will die Sage weiter wissen, sollen dort noch in der Heidenzeit eine Burg, einen Tempel und Häuser gehabt haben, die sie nach ihrem Tod den Dorfbewohnern vermachten. Ein richtiges Raubgesindel sei das gewesen, und überhaupt hätten die Leute dort recht lasterhaft gelebt. Deswegen sei der gesamte Ort im Kirchsee versunken. Manchmal, so heißt es, habe schon einer im See die Mauertrümmer und die Spitze vom ‚Kirchturm‘ gesehen. Bezüglich Tölz und Sachsenkam geht auch die Sage, daß die Tölzer Burg mit der von Sachsenkam durch einen unterirdischen Gang verbunden war.“